# Григоренко Дмитро Андрійович
Дмитро́ Андрі́йович Григоре́нко (14 жовтня 1992, Фастів — 17 липня 2014, Донецьк) — молодший сержант Збройних сил України, учасник російсько-української війни.

## Життєпис
Народився 1982 року в місті Фастів. Мама працювала шліфувальницею ТДВ «Електронагрівач»; батько — слюсарем моторвагонного депо. Закінчив 1999 року фастівську ЗОШ № 3, 2010-го — київське ВПТУ будівництва та дизайну, працював зварником на заводі ВАТ «Факел». На строковій службі в 2010—2011 роках перебував у військах ППО. По демобілізації працював в київській приватній охоронній фірмі «Сікай».
Мобілізований у квітні 2014-го, номер обслуги-далекомірник, 72-га окрема механізована бригада.
12 липня в бою з терористами зазнав важких поранень — прикрив під час обстрілу своїм тілом сержанта Мурашка Віталія Миколайовича (родом з села Клехівка Фастівського району). Помер 17 липня в лікарні Донецька.
Похований 21 липня 2014 року в Фастові на Інтернаціональному кладовищі. 

## Нагороди
- 14 листопада 2014 року за особисту мужність і героїзм, виявлені у захисті державного суверенітету та територіальної цілісності України, вірність військовій присязі під час російсько-української війни, відзначений — нагороджений орденом «За мужність» III ступеня (посмертно)[2].
- 19 березня 2016 року нагороджений нагрудним знаком «За оборону Донецького аеропорту» (посмертно).[3]
- Почесний громадянин Фастова (7.8.2014; посмертно).
- На честь Дмитра Григоренка в Фастові перейменовано вулицю Луначарського (7.8.2014) та названо сквер в мікрорайоні Заріччя.